# 雙領蜥屬
雙領蜥屬是美洲蜥蜴科下的一屬蜥蜴。牠們的體型很大，分佈在南美洲中，是寵物市場的常客。在美國科羅拉多州南部，有很多逃走出來或非法放生的雙領蜥屬。
除了紅南美蜥及阿根廷黑白南美蜥外，雙領蜥屬一般都是肉食性的。牠們與巨蜥屬有相似的生態位，是趨同演化的例子。

## 飼養

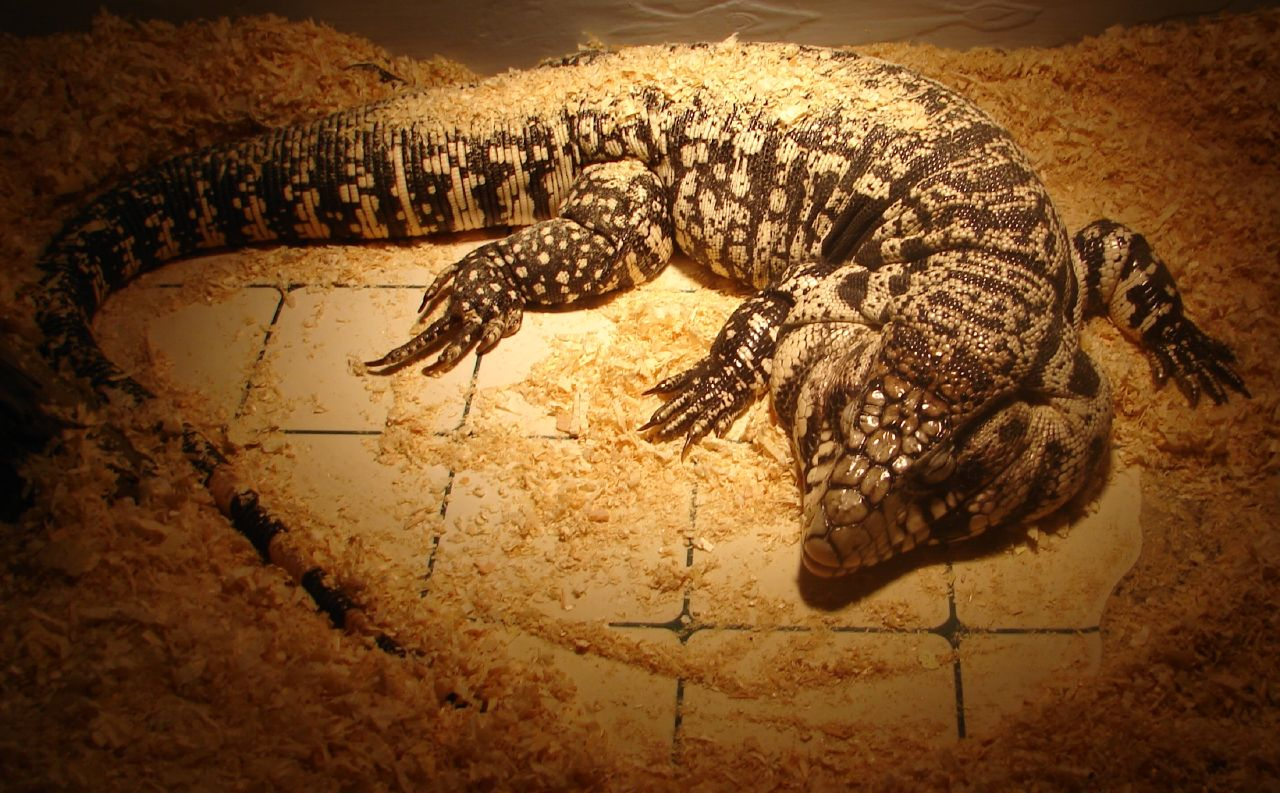
阿根廷黑白南美蜥。

雙領蜥屬中最溫馴及容易飼養的就是阿根廷黑白南美蜥及紅南美蜥。另外有新引進的變種藍泰加，其雄蜥在成熟時會轉變為鮮藍色。藍泰加只有2-4呎長，個性溫和，可以作為寵物。
雙領蜥屬的食物包括小鼠、蟋蟀、果實及蔬菜。牠們的籠子須有加熱燈，日間保持溫度在75-90℉，而夜間稍涼。由於雙領蜥屬是會變溫的，籠子內的溫度梯度可以讓牠們適應，加熱燈亦要保持在100-120℉(也要設置水盤供飲用和浸泡)。

## 冬眠
雙領蜥屬是會冬眠的。研究發現冬眠並不會令牠們更加健康，但若錯過了頭一年的冬眠，對牠們的性別發育會有不良影響(可能無法繁殖)。

## 物種
以下是雙領蜥屬的物種：
- 隱密金南美蜥 Tupinambis cryptus Murphy, Jowers, Lehtinen, Charles, Colli, Peres Jr., Hendry, & Pyron, 2016
- 庫斯科南美蜥 Tupinambis cuzcoensis Murphy, Jowers, Lehtinen, Charles, Colli, Peres Jr., Hendry, & Pyron, 2016
- 隆多尼亞泰加蜥 Tupinambis longilineus Ávila-Pires, 1995
- 馬提甫蜥 Tupinambis matipu Silva, Ribeiro-Junior, & Ávila-Pires, 2018[2]
- 沼澤泰加 Tupinambis palustris Manzani & Abe, 2002
- 四紋泰加 Tupinambis quadrilineatus Manzani & Abe, 1997
- 金泰加 Tupinambis teguixin (Linnaeus, 1758) –  (以前被稱作 T. nigropunctatus)[3]
- 馬拉開波泰加 Tupinambis zuliensis Murphy, Jowers, Lehtinen, Charles, Colli, Peres Jr., Hendry, & Pyron, 2016

## 保育狀況
本属所有种均被列為《瀕危野生動植物種國際貿易公約》附錄二的物種，被限制出口及貿易。